# Jairnilson Paim
Jairnilson Silva Paim é um médico sanitarista e cientista brasileiro. Foi um dos idealizadores do Instituto de Saúde Coletiva da UFBA e do Centro Brasileiro de Estudos em Saúde. Atualmente, coordena o Observatório de Análise Política em Saúde (OAPS), vinculado ao Projeto Análise de Políticas de Saúde no Brasil 

## Atuação científica
A sua pesquisa é voltada para a reforma sanitária, planejamento em saúde, o sistema único de saúde e outros tópicos em saúde coletiva 

## Atuação política
Entre as suas pautas prioritárias está a defesa de um sistema de saúde público, popular e a luta contra o neoliberalismo na saúde. 